# آنا غارسيس
آنا غارسيس (بالإسبانية: Ana Garcés)‏ هي ممثلة إسبانية، ولدت يوم 9 مايو 2000 في بلد الوليد في إسبانيا.

## روابط خارجية
- آنا غارسيس على موقع IMDb (الإنجليزية)
- آنا غارسيس على موقع روتن توميتوز (الإنجليزية)
- آنا غارسيس على موقع قاعدة بيانات الفيلم (الإنجليزية)
- آنا غارسيس على موقع كينوبويسك (الروسية)